# El milagro del Cristo del Rescate
El milagro del Cristo del Rescate es la primera obra pública conservada de Jerónimo Jacinto de Espinosa, firmada y fechada con precisión, haciendo constar su edad, veintidós años. Fue pintado para el convento de los agustinos de Santa Tecla de Valencia, pasando luego al que tenían extramuros de la ciudad. En la actualidad el cuadro está en poder de los patronos del convento, destruido en la guerra civil.
El asunto representado, el milagroso rescate de un crucifijo que había caído en poder de piratas argelinos, carecía de antecedentes iconográficos obligó al joven pintor a inventar composición y tipos.
Según la narración de fray Juan Ximénez que dos años después de pintarse el cuadro publicó una Relación del milagrosos rescate del Crucifixo de la monjas de San Joseph de Valencia que está en Santa Tecla, unos comerciantes valencianos hallándose en Argel se ofrecieron a pagar su peso en plata y, puesto en la balanza, se equilibró con sólo treinta reales. Llevado a Valencia en 1560 recibió de inmediato amplio culto, siendo tenido por muy milagroso.
Lo representado es el instante mismo en que los dos platillos de la balanza se equilibran. Espinosa coloca la imagen de Cristo en escorzo, bien resuelta su anatomía e intensamente iluminada por el foco de luz procedente de la izquierda, con la que se subraya su carácter escultórico. En composición apiñada, llevando las figuras al primer plano con cierto horror al vacío, los protagonistas de la historia rodean la imagen de Cristo con rostros expresivos: los mercaderes valencianos, uno de ellos arrodillado a la derecha, con las manos llenas con las monedas que estaba dispuesto a seguir colocando en el platillo, miran al Cristo con respeto y fervor. Entre ellos, el pirata mira al fiel de la balanza con desconfianza y trata de desequilibrarla con las manos, en tanto el cadí gesticula mostrando asombro. Sin apenas espacio asoman las cabezas de algunos curiosos comentando el prodigio y un niño se encarama a una escalera para observarlo mejor. En las lejanías, en escena nocturna iluminada con luces plateadas, el mismo crucifijo es rescatado del mar, con un salto notable en las escalas.
En esta primera obra Espinosa muestra ya el conocimiento de la pintura de Francisco Ribalta tanto en la composición apretada como en el tratamiento de la luz dirigida, en la que demuestra ya un pleno dominio de la técnica tenebrista, que será la que siga empleando a lo largo de su carrera. La habilidad y seguridad con que es capaz de enfrentarse a un asunto nuevo, el magisterio que muestra en los detalles de naturaleza muerta y el realismo con el que están tratados los rostros, anticipan mucho de lo que será la obra futura de Espinosa.